# عبد الهادي شماع
عبد الهادي شماع رسام الكاريكاتور سوري

## دراسته
- بكالوريوس كلية الفنون الجميلة – جامعة دمشق 1982

## معارضه
(1989 معارض فردية في دمشق(1984-1991) – حلب (1986- براغ 1984– بيروت 1990 – صور 1990 - عمّان 1996 .
معرض ثنائي مع الفنان الشهيد ناجي العلي – حلب 1979
-المشاركة في معارض جماعية في كل من: دمشق – حلب - – تونس – القاهرة- عمّان – طرابلس- استانبول - سيول – طهران – طوكيو- لارنكا - فرانكفورت- باريس – براج – دويسبورج - مونتريال..

## جوائز
- الجائزة الأولى للمسابقة العربية للتخطيط المدني الإقليمي – حلب 1988
- الجائزة الثانية لمهرجان الكاريكاتير العربي - الأفريقي – القاهرة 1990
- الجائزة الثالثة لمسابقة الكاريكاتير العربي – القاهرة 1991
- الجائزة التقديرية لمهرجان إكسيل العالمي – دويسبورج 1984
- الجائزة التقديرية لمسابقة يوميوري – طوكيو 1988
- الجائزة التقديرية لمهرجان إكسيل العالمي – دويسبورج 1989

## عمله
- رسام الكاريكاتير الرئيسي لصحيفة البعث 1980 -2000
- صفحة أسبوعية في «الملحق» الصادر عن صحيفة النهار – بيروت 1996- 1998
- مدير تحرير لملحق «المضحك المبكي» الساخر الصادر عن مجلة الشهر - باريس 1994- 1999
- إعداد وتقديم برنامج تلفزيوني للكاريكاتير في التلفزيون السوري 1998
- رئيس قسم الكاريكاتير في صحيفة الوطن السعودية 2000 – 2001
- رسام كاريكاتير متعاون في صحيفة الوطن السعودية 2002 - 2007
- نشر رسوم (بشكل متقطع) في عدد من الصحف والمجلات العربية والأجنبية منذ العام 1978 مثل: الرياضة والشباب الإماراتية – العلم المغربية – مجلة القاهرة – الموقف العربي – الكفاح العربي - الأسبوع الأدبي السورية - Arabis الفرنسية – Punch البريطانية – وكتاب Cartoon aid السنوي البريطاني.

## العضوية
عضو مؤسس لرابطة رسامي الكاريكاتير العرب.
رسام جريدة الوطن السورية
رسام جريدة ومجلة الرياضية

## روابط خارجية
سوريا